# Delilia
Delilia là một chi thực vật có hoa trong họ Cúc (Asteraceae).

## Loài
Chi Delilia gồm các loài: